# Старостинці
Старости́нці — село в Україні, у Погребищенській міській громаді Вінницького району Вінницької області. Населення становить 545 осіб.

## Географія
Село розташоване за 12 км від центру громади.

## Історія
У ХІХ столітті Старостинці належали до Сквирського повіту, Київської губернії, Російської імперії.
Під час другої світової війни село було окуповано німецькими військами у другій половині липня 1941 року. Червоною армією село було зайняте 30 грудня 1943 року.
На початку 1970-х років в селі була розташована центральна садиба колгоспу ім. Горького. Господарство обробляло 5654 га землі, в тому числі 4228 га орної. Виробничий напрям був рільничо-тваринницький. В селі була восьмирічна школа, клуб, бібліотека, пологовий будинок, фельдшерсько-акушерський пункт.
12 червня 2020 року, відповідно до розпорядження Кабінету Міністрів України № 707-р «Про визначення адміністративних центрів та затвердження територій територіальних громад Вінницької області», увійшло до складу Погребищенської міської громади.
19 липня 2020 року, в результаті адміністративно-територіальної реформи та ліквідації Погребищенського району, село увійшло до складу Вінницького району.

## Населення
За даними перепису 2001 року кількість наявного населення села становила 625 осіб, із них 97,90 % зазначили рідною мову українську, 1,45 % — російську, 0,16 % — німецьку, 0,16 %— угорську.
| Рік            | 1897 | ~1900 | ~1902 | ~1972 | 1989 | 2001 |
| -------------- | ---- | ----- | ----- | ----- | ---- | ---- |
| Кількість осіб |      |       |       | 1452  | 920  | 625  |

## Відомі люди
- Федір Глущук — народний художник України, лауреат Шевченківської премії, визначний графік-плакатист, розпочинав свою творчість із шістдесятниками. Потім — славетний вчитель когорти тепер вже відомих і титулованих художників. Відомий як ілюстратор «Читанки».
- Василь Діденко — відомий поет-шістдесятник, в дитинстві й юності мешкав з батьками й братами у Старостинцях. Саме про Старостинці написав вірш «На долині туман».
- Володимир Левитський — економіст.
- Василина Старостинецька — українська співачка (сопрано), відома за виступами в Театрі Миколи Садовського. Була серед фундаторів Полтавської опери.
- Іван Трейко — український військовий діяч, генерал-хорунжий УПА.
- Олег Школьний — сержант Збройних сил України, учасник російсько-української війни.

## Інфраструктура

### Транспортне сполучення
Неподалік села розташований зупинний пункт Південно-Західної залізниці «Староустенці», що є проміжним між станцією Зарудинці та зупинним пунктом Рось на дільниці Козятин I — Погребище I. Через зупинний пункт «Староустенці» курсують приміські дизель-поїзди від станції Козятин I до станцій Погребище І, Жашків, Христинівка.